# Cathédrale Sainte-Marie de Tokyo
Cette  cathédrale ne doit pas être confondue avec une autre cathédrale de Tokyo.
 D’autres cathédrales portent le nom de cathédrale Sainte-Marie.
La cathédrale Sainte-Marie de Tokyo (東京カテドラル聖マリア大聖堂, Tōkyō Katedoraru Sei Maria Daiseidō) est située dans le quartier Sekiguchi, de l'arrondissement de Bunkyō, à Tokyo, au Japon. Elle est le siège de l'archidiocèse de Tokyo.
Le bâtiment originel, construit en 1899 en bois dans un style gothique, est détruit pendant la Seconde Guerre mondiale. La cathédrale actuelle en béton armé, conçue par l'architecte Kenzō Tange, avec l'aide de Wilhelm Schlombs (en) est érigée à partir de 1961, avant d'être consacrée en 1964.

## Histoire
En 1899, les étudiants du séminaire des missionnaires français construisent l'édifice qu'ils utilisent alors en tant que chapelle. D'architecture gothique et construit en bois, il devient l'année d'après l'église de la paroisse de Sekiguchi. Ce n'est qu'en 1920 que l'église est élevée au rang de cathédrale de l'archidiocèse de Tokyo. Quelques années auparavant, en 1911, un missionnaire français avait fait construire une reproduction de la grotte de Massabielle, qui est toujours présente aux alentours de la nouvelle cathédrale. 
En 1945, le bâtiment est totalement détruit par un incendie causé par les bombardements alliés sur la ville. À la fin de la guerre, la reconstruction de la cathédrale est confiée à l'architecte Kenzō Tange, aidé à la fois par Wilhelm Schlombs et par le diocèse de Cologne. Les travaux débutent en 1961 et s'achèvent trois ans plus tard.

## Architecture

### Architecture extérieure
La cathédrale se distingue par son architecture moderne, créée par Kenzō Tange. La structure est composée de huit murs incurvés, parallèles deux à deux, qui forment vu du dessus une croix. Cette disposition classique contraste avec la modernité de l'édifice, dont le béton précontraint est recouvert de feuilles d'acier inoxydable, posées sur des cadres en aluminium.
L'utilisation de ces matériaux se référent à des passages de la Bible ou bien à l'image de Dieu. Le béton se réfère ainsi au Psaume 18,3: « Le Seigneur est mon roc, ma forteresse et mon libérateur. » tandis que la brillance de l'acier inoxydable évoque la lumière que Jésus-Christ fait briller. L'ensemble est censé représenter l'évangile selon Matthieu 11,28 : « Venez à moi, vous tous qui peinez sous le poids du fardeau, et moi je vous donnerai le repos. »
La cathédrale est haute de 39,4 m, longue de 55,5 m et large de 40,7 m. Elle peut accueillir en son sein 2 600 personnes, dont 600 pouvant être assises. 
Le clocher, haut de 61,6 m, est indépendant du bâtiment central. Il se compose de quatre lignes se regroupant ensuite en une seule.

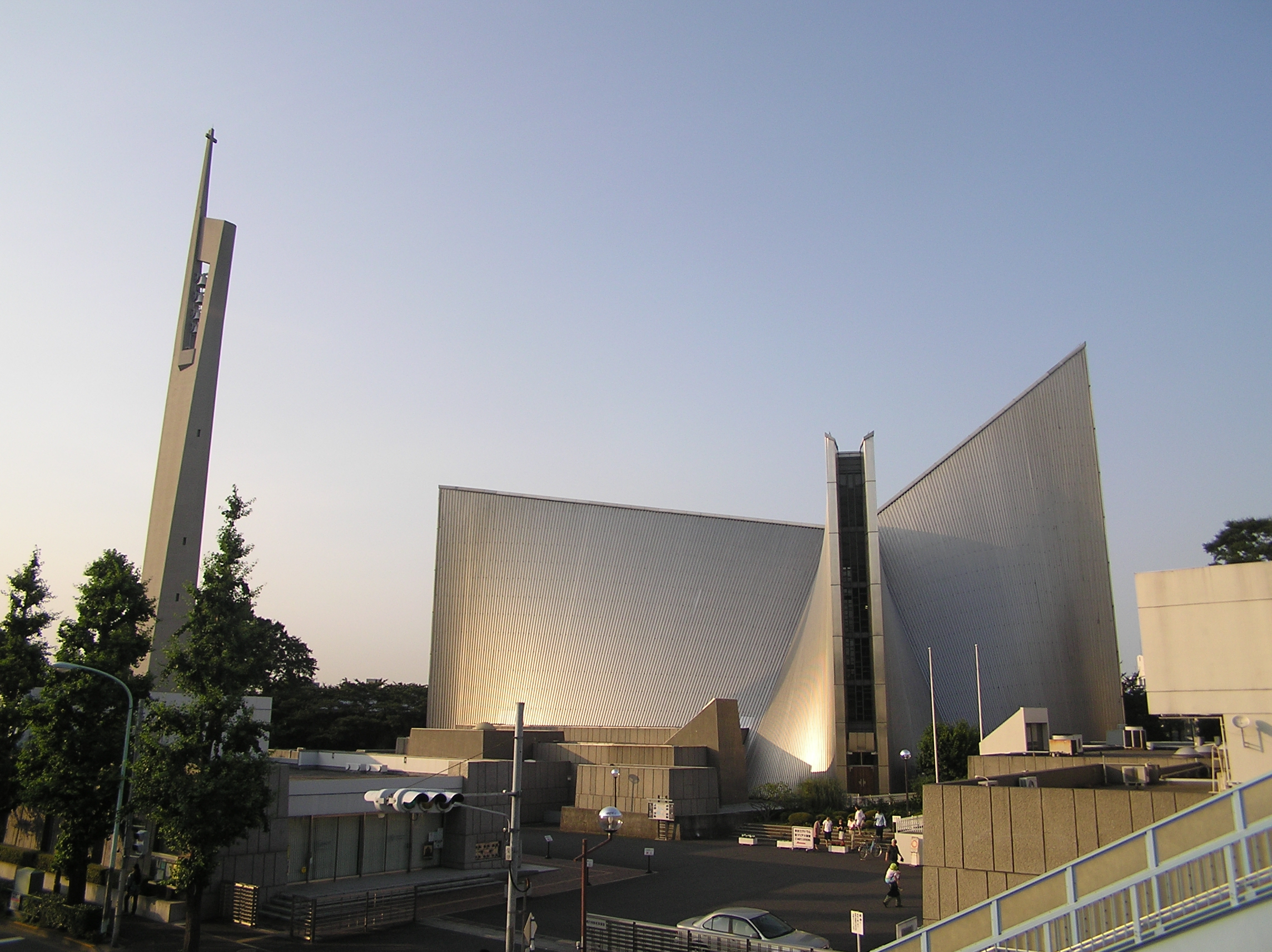
La cathédrale.
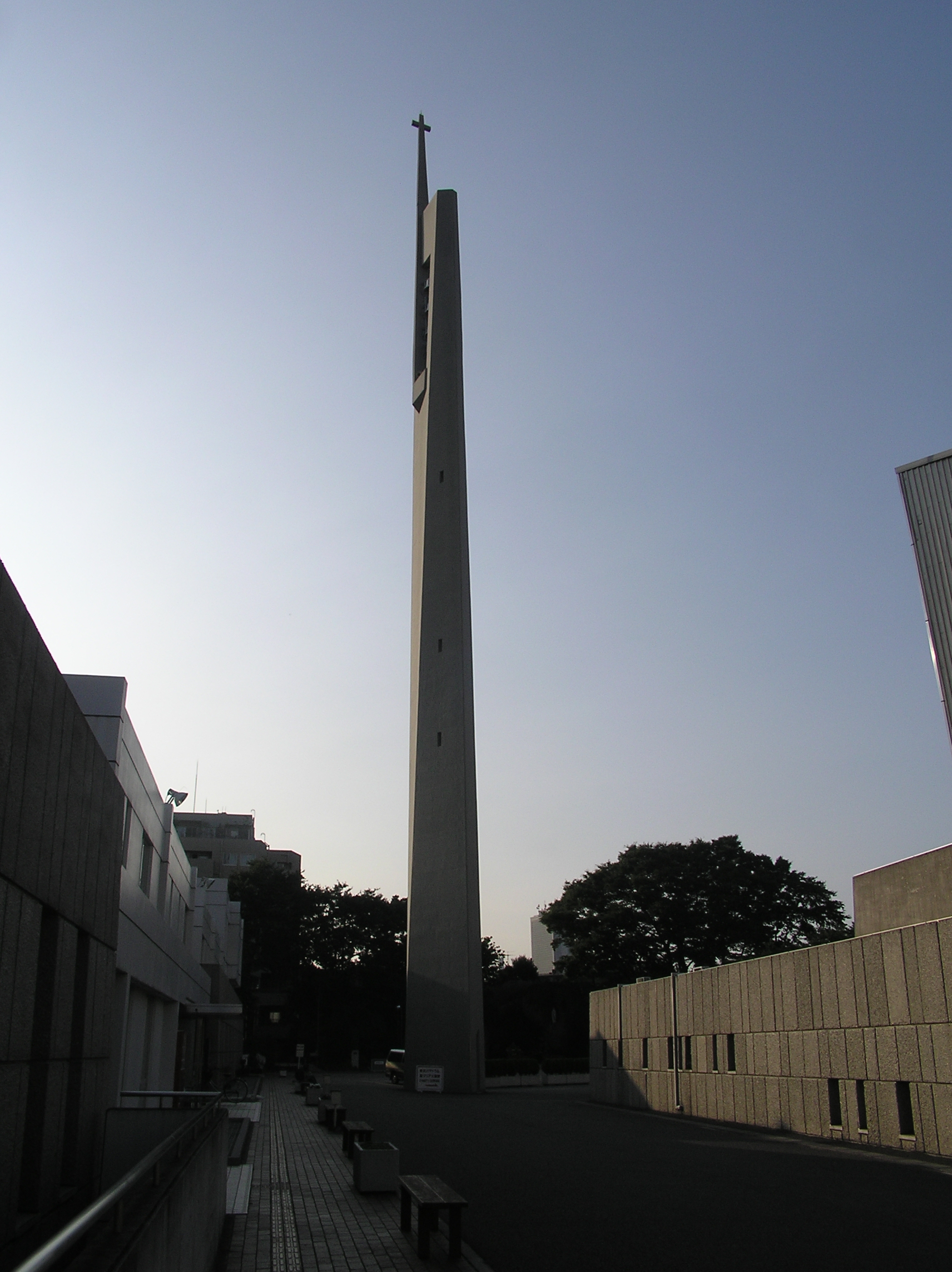
Le clocher de la cathédrale.
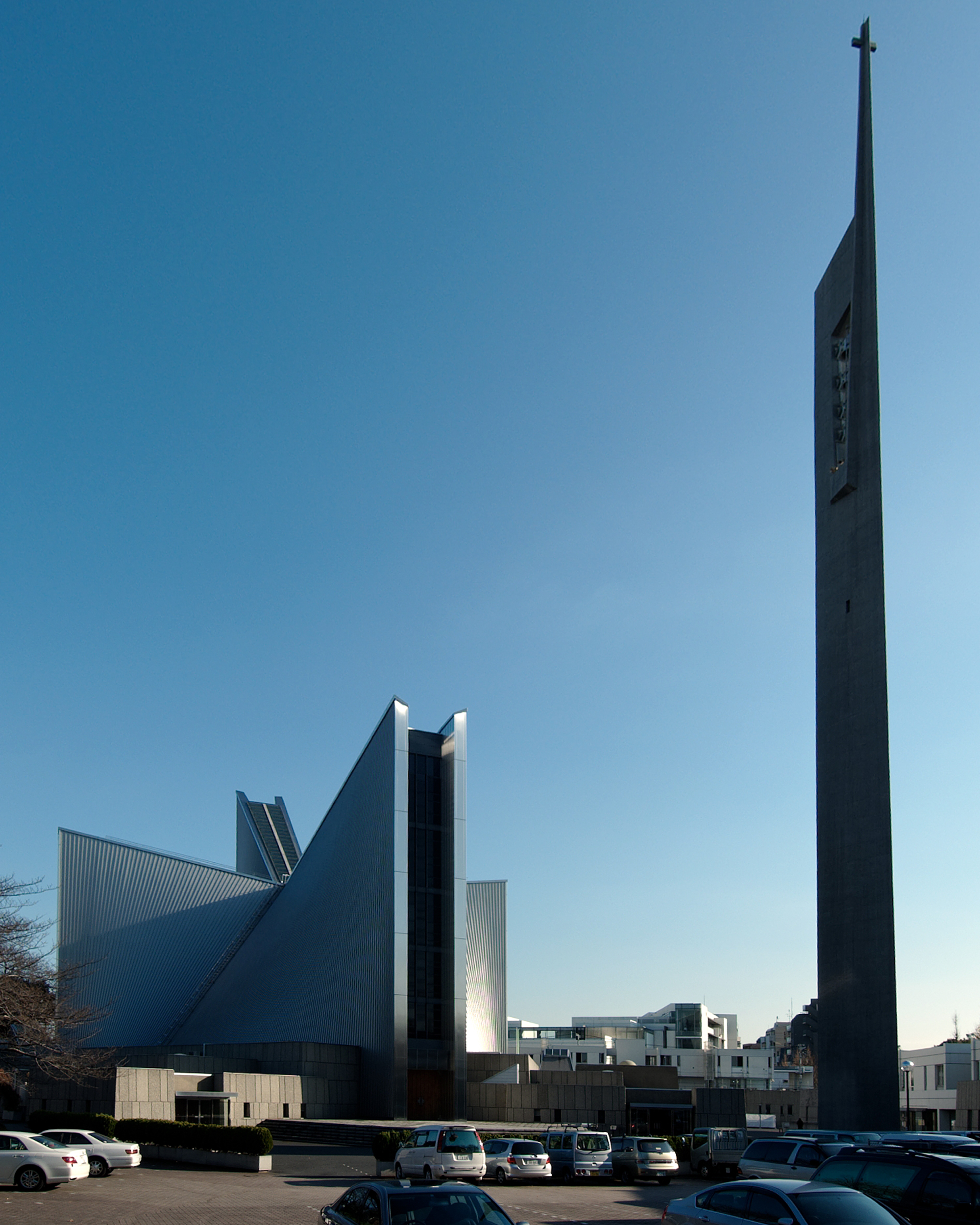
Plan comprenant la cathédrale et son clocher.

### Architecture intérieure

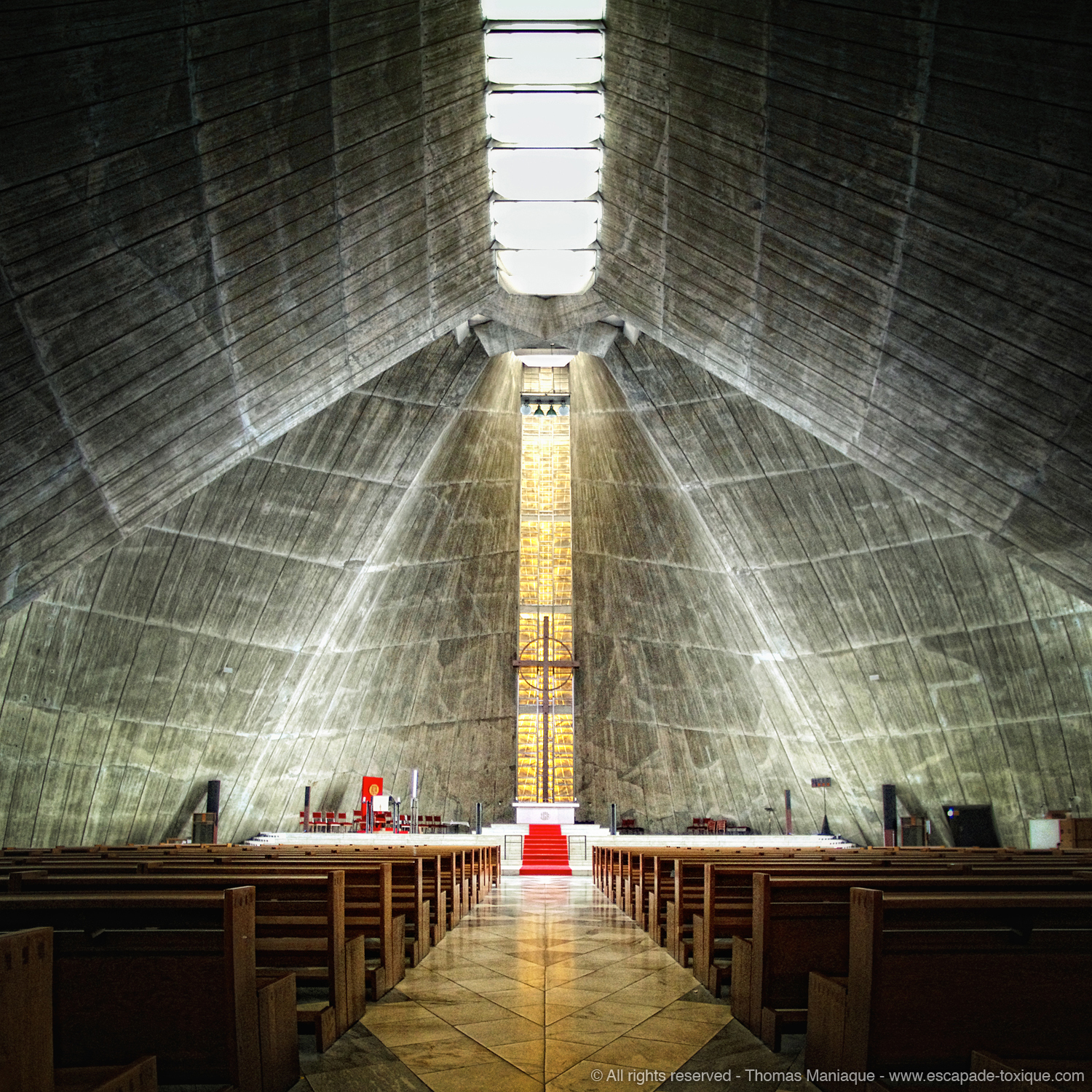
Nef de la cathédrale Sainte-Marie de Tokyo, en béton banché - motif bois.

Contrairement à l'extérieur, le matériau présent en majeure partie à l'intérieur, est le béton armé. Celui-ci est banché avec un motif de bois. Les rainures de ce motif sont mises en valeur par la lumière. L'éclairage se faisant au travers de dalles de verres situées au plafond et aux extrémités de la croix, les rayons du soleil viennent effleurer les larges pan de mur qui forment la salle de cérémonie. La lumière vive venant du dessus représente Dieu, tandis que la salle, en béton, est plongée dans une certaine obscurité. La position du soleil au cours de la journée donne lieu à des jeux de lumières.
Un orgue est présent depuis 2004 au niveau de l'entrée de la cathédrale et fait honneur à l'étude acoustique de la Taisei Construction Company. Il fut fabriqué par Mascioni en Italie. 